# Medaille des Roten Kreuzes (Monaco)
Die Medaille des Roten Kreuzes wurde am 16. Oktober 1950 per Dekret durch Fürst Rainier III. von Monaco gestiftet, um Verdienste für das Rote Kreuz auf nationaler und internationaler Ebene zu belohnen.
Die runde Medaille wird in drei Stufen verliehen (Gold – Silber vergoldet, Silber, Bronze) und zeigt das nach rechte gewendete Brustbild des Stifters. Um den Kopfausschnitt verläuft untenherum die Inschrift  RAINIER III PRINCE DE MONACO  (Rainier III Fürst von Monaco). Auf der Rückseite ist mittig ein Rotes Kreuz zu sehen. Darüber das Datum 11 · 4 · 1950 und darunter zwei Lorbeerzweige, die das Kreuz halb umschließen. Umlaufend die Inschrift  RECONNAISSANCE CROIX-ROUGE MONEGASQUE  (Anerkennung um das monegassische Rote Kreuz).
Getragen wird die Auszeichnung an einem roten Band mit einem großen weißen Rhombus in der Mitte auf der linken Brustseite. Im Rhombus ist mittig ein Rotes Kreuz zu sehen.
Das Jahr der Verleihung wird mit einer Spange auf dem Band gekennzeichnet.